# Parsteinsee
Parsteinsee település Németországban, azon belül Brandenburgban. Lakosainak száma 525 fő (2023. december 31.).

## Népesség
A település népességének változása:
| Lakosok száma | 545  | 542  | 538  | 519  | 504  | 525  |
|               | 2014 | 2017 | 2019 | 2021 | 2022 | 2023 |